# Élections générales québécoises de 1985
Les élections générales québécoises de 1985 ont lieu le 2 décembre 1985 afin d'élire à l'Assemblée nationale du Québec les députés de la 33e législature. Il s'agit de la 33e élection générale dans la province depuis la confédération canadienne de 1867. Le Parti libéral du Québec, dirigé par Robert Bourassa, défait le gouvernement péquiste de Pierre Marc Johnson et prend le pouvoir, formant un gouvernement majoritaire.

## Contexte
La question constitutionnelle domine l'actualité politique durant la période menant à l'élection de 1985. En novembre 1981, le Québec avait été exclu de l'accord entre neuf provinces et le gouvernement fédéral concernant le rapatriement de la Constitution canadienne (la fameuse nuit des Longs Couteaux). Le gouvernement de Lévesque refuse d'accorder sa signature à la constitution.
En novembre 1984, René Lévesque provoque une crise dans son parti en proposant la mise en veilleuse de l'option souverainiste en faveur d'une nouvelle entente avec le reste du Canada. Le nouveau chef du Parti progressiste-conservateur du Canada, Brian Mulroney, avait promis de permettre au Québec d'adhérer à la constitution canadienne « dans l'honneur et l'enthousiasme ». Cette promesse avait conduit un très grand nombre de nationalistes québécois, tant souverainistes que fédéralistes, à accorder leur appui au Parti conservateur, traditionnellement assez faible au Québec, contribuant à une victoire sans précédent du parti de Mulroney lors de l'élection fédérale de 1984. Lévesque, qui avait toujours prôné l'indépendance du Québec assorti d'une association avec le Canada, désire tirer profit de l'ouverture du nouveau premier ministre fédéral, la qualifiant de « beau risque ». Plusieurs députés et ministres de son cabinet, furieux du changement de cap, démissionnent.
René Lévesque démissionne comme président du Parti québécois (mais pas comme premier ministre) le 20 juin 1985. Le 29 septembre 1985, Pierre Marc Johnson est élu à la tête du Parti québécois et devient premier ministre le 3 octobre suivant. Toutefois, il ne parvient pas à faire revivre la popularité du Parti québécois, qui est fatigué après 9 ans au pouvoir.
Cette élection marque le retour de Robert Bourassa après que plusieurs avaient cru sa carrière finie après sa défaite lors de l'élection générale de 1976 et sa démission subséquente de la direction du Parti libéral. Claude Ryan avait démissionné comme chef des libéraux le 10 août 1982. C'est encore une fois Gérard D. Levesque qui assure l'intérim jusqu'à l'élection de Robert Bourassa le 15 octobre 1983.
Le soir du scrutin, les libéraux de Bourassa remportent une victoire décisive, prenant 99 sièges sur 122 ; toutefois, Bourassa ne réussit pas à se faire élire dans la circonscription de Bertrand, et doit se présenter de nouveau lors d'une élection partielle dans la circonscription de Saint-Laurent, un siège assuré pour les libéraux. C'est de loin la plus grande majorité parlementaire produite par une élection au Canada (à la fois pour ce qui du nombre de sièges et du pourcentage des sièges) où le chef du parti vainqueur ne remporte pas son propre siège.

## Déroulement de la campagne

### Soutiens de la presse
|             | En 1981 | En 1981         | En 1985 | En 1985       |
| ----------- | ------- | --------------- | ------- | ------------- |
| Le Devoir   |         | Parti québécois |         | Parti libéral |
| Le Soleil   |         | Parti québécois |         | Parti libéral |
| La Presse   |         | Parti libéral   |         | Parti libéral |
| The Gazette |         | Parti libéral   |         | Parti libéral |

Le 26 novembre 1985, Le Devoir publie un soutien modéré au Parti libéral du Québec dans un éditorial de son directeur Jean-Louis Roy. Contrairement à 1981 où le journal avait soutenu le Parti québécois, Jean-Louis Roy estime que Pierre Marc Johnson a hérité d'une équipe gouvernementale « affaiblie par une année de déchirements internes » et il critique l'ambiguïté de certaines positions du PQ, notamment sur les transferts aux provinces et le libre-échange. Le soutien accordé au PLQ s'il n'est « pas sans réserve », est cependant qualifié de « franc et conscient ».
Le lendemain le journal The Gazette publie un éditorial de soutien au Parti libéral, soulignant la qualité du programme, de l'équipe et du chef du Parti. Le journal critique sévèrement le bilan du Parti québécois (surtout depuis 1981) et celui de Pierre Marc Johnson comme ministre des Affaires sociales et de la Justice. Il souligne également l'ambiguïté des positions de Johnson sur les relations avec la communauté anglo-québécoise et le manque de vision du Parti québécois sur le futur du Québec et des relations avec le Canada. 
Le même jour Le Soleil apporte également son soutien au Parti libéral, et ce, malgré le leadership de Robert Bourassa. Le directeur de l'éditorial Jacques Dumais fait un bilan contrasté du mandat du deuxième mandat du Parti québécois, soulignant sa promotion ardente de l'entrepreneuriat mais également ses échecs (l'important des déficits publics, la tentative privatisation de la Société des alcools, la nationalisation de l'amiante, etc.). Jacques Dumais pointe également la dégradation des services publics, conséquence des restrictions budgétaires opérées dans le contexte de la forte récession du début des années 1980. Il pointe que le remplacement de René Lévesque par Pierre Marc Johnson ne résorbe pas l'« absence flagrante de programme d'action clair » et une « campagne en solitaire » réalisée par ce dernier. Tous ces éléments doivent donc selon lui mériter au Parti québécois un passage dans l'opposition. Quant au Parti libéral, Jacques Dumais souligne sa crédibilité retrouvée et la solidité de l'équipe assemblée par Bourassa. En revanche il se montre sceptique sur le style de leadership de Robert Bourassa et ses promesses électorales jugées irréalistes.
Comme en 1981, La Presse apporte son soutien au Parti libéral du Québec dans un éditorial du 30 novembre 1985 de son éditeur-adjoint Michel Roy. Si celui-ci reconnait que Pierre Marc Johnson a mené une campagne vigoureuse, il souligne l'absence de candidat vedette au Parti québécois et l'ambiguïté de sa position constitutionnelle. À l'inverse, il souligne la force de l'équipe libérale et la clarté de son programme politique pour justifier son soutien.

## Dates importantes
- 23 octobre 1985 : émission du bref d'élection.
- 2 décembre 1985 : scrutin
- 16 décembre 1985 : ouverture de la session.

## Résultats
| Libéral   | Parti québécois |
| 99 sièges | 23 sièges       |
| ^         |                 |
| majorité  |                 |

### Résultats par parti politique
| Partis | Partis                       | Chef                | Candidats | Sièges | Sièges | Voix      | Voix   | Voix     |
| Partis | Partis                       | Chef                | Candidats | 1981   | Élus   | Nb        | %      | +/-      |
| --- | ---------------------------- | ------------------- | --------- | ------ | ------ | --------- | ------ | -------- |
| | Libéral                      | Robert Bourassa     | 122       | 42     | 99     | 1 910 307 | 56 %   | +9,91 %  |
| | Parti québécois              | Pierre Marc Johnson | 122       | 80     | 23     | 1 320 008 | 38,7 % | -10,57 % |
| | NPD Québec                   | Jean-Paul Harney    | 90        | -      | -      | 82 588    | 2,4 %  | -        |
| | Progressiste conservateur    | André Asselin       | 48        | -      | -      | 35 210    | 1 %    | -        |
| | Parti indépendantiste (1985) | Denis Monière       | 39        | -      | -      | 15 423    | 0,5 %  | -        |
| | Socialisme chrétien          |                     | 103       | -      | -      | 11 712    | 0,3 %  | -        |
| | Union nationale              | André Léveillé      | 19        | -      | -      | 7 759     | 0,2 %  | -3,77 %  |
| | Vert                         |                     | 10        | -      | -      | 4 613     | 0,1 %  | -        |
| | Parti humaniste              |                     | 17        | -      | -      | 3 050     | 0,1 %  | -        |
| | République du Canada         |                     | 28        | -      | -      | 2 240     | 0,1 %  | -        |
| | Mouvement socialiste         |                     | 10        | -      | -      | 1 809     | 0,1 %  | -        |
| | Crédit social uni            |                     | 12        | -      | -      | 1 650     | 0 %    | +0,01 %  |
| | Communiste                   | Samuel Walsh        | 10        | -      | -      | 834       | 0 %    | +0,00 %  |
| | Indépendant                  | Indépendant         | 22        | -      | -      | 9 380     | 0,3 %  | +0,14 %  |
| | Sans désignation             | Sans désignation    | 14        | -      | -      | 5 024     | 0,1 %  | -        |
| Total | Total                        | Total               | 666       | 122    | 122    | 3 411 607 | 100 %  |          |
| Le taux de participation lors de l'élection était de 75,7 % et 52 625 bulletins ont été rejetés. Il y avait 4 576 600 personnes inscrites sur la liste électorale pour l'élection. |                              |                     |           |        |        |           |        |          |

### Résultats par circonscription
- Abitibi-Est : Raymond Savoie (Parti libéral)
- Abitibi-Ouest : François Gendron (Parti québécois)
- Acadie : Thérèse Lavoie-Roux (Parti libéral)
- Anjou : Pierre Marc Johnson (Parti québécois)
- Argenteuil : Claude Ryan (Parti libéral)
- Arthabaska : Laurier Gardner (Parti libéral)
- Beauce-Nord : Jean Audet (Parti libéral)
- Beauce-Sud : Robert Dutil (Parti libéral)
- Beauharnois : Serge Marcil (Parti libéral)
- Bellechasse : Louise Bégin (Parti libéral)
- Berthier : Albert Houde (Parti libéral)
- Bertrand : Jean-Guy Parent (Parti québécois)
- Bonaventure : Gérard D. Levesque (Parti libéral)
- Bourassa : Louise Robic (Parti libéral)
- Bourget : Claude Trudel (Parti libéral)
- Brome-Missisquoi : Pierre Paradis (Parti libéral)
- Chambly : Gérard Latulippe (Parti libéral)
- Champlain : Pierre Brouillette (Parti libéral)
- Chapleau : John Kehoe (Parti libéral)
- Charlesbourg : Marc-Yvan Côté (Parti libéral)
- Charlevoix : Daniel Bradet (Parti libéral)
- Châteauguay : Pierrette Cardinal (Parti libéral)
- Chauveau : Rémy Poulin (Parti libéral)
- Chicoutimi : Jeanne Blackburn (Parti québécois)
- Chomedey : Lise Bacon (Parti libéral)
- Crémazie : André Vallerand (Parti libéral)
- D'Arcy-McGee : Herbert Marx (Parti libéral)
- Deux-Montagnes : Yolande Legault (Parti libéral)
- Dorion : Violette Trépanier (Parti libéral)
- Drummond : Jean-Guy Saint-Roch (Parti libéral)
- Dubuc : Hubert Desbiens (Parti québécois)
- Duplessis : Denis Perron (Parti québécois)
- Fabre : Jean Joly (Parti libéral)
- Frontenac : Roger Lefebvre (Parti libéral)
- Gaspé : André Beaudin (Parti libéral)
- Gatineau : Michel Gratton (Parti libéral)
- Gouin : Jacques Rochefort (Parti québécois)
- Groulx : Madeleine Bleau (Parti libéral)
- Hull : Gilles Rocheleau (Parti libéral)
- Huntingdon : Claude Dubois (Parti libéral)
- Iberville : Jacques Tremblay (Parti libéral)
- Îles-de-la-Madeleine : Georges Farrah (Parti libéral)
- Jacques-Cartier : Joan Mason Dougherty (Parti libéral)
- Jean-Talon : Gil Rémillard (Parti libéral)
- Jeanne-Mance : Michel Bissonnet (Parti libéral)
- Johnson : Carmen Juneau (Parti québécois)
- Joliette : Guy Chevrette (Parti québécois)
- Jonquière : Francis Dufour (Parti québécois)
- Kamouraska-Témiscouata : France Dionne (Parti libéral)
- Labelle : Damien Hétu (Parti libéral)
- Lac-Saint-Jean : Jacques Brassard (Parti québécois)
- LaFontaine : Jean-Claude Gobé (Parti libéral)
- La Peltrie : Lawrence Cannon (Parti libéral)
- Laporte : André Bourbeau (Parti libéral)
- La Prairie : Jean-Pierre Saintonge (Parti libéral)
- L'Assomption : Jean-Guy Gervais (Parti libéral)
- Laurier : Christos Sirros (Parti libéral)
- Laval-des-Rapides : Guy Bélanger (Parti libéral)
- Laviolette : Jean-Pierre Jolivet (Parti québécois)
- Lévis : Jean Garon (Parti québécois)
- Limoilou : Michel Després (Parti libéral)
- Lotbinière : Lewis Camden (Parti libéral)
- Louis-Hébert : Réjean Doyon (Parti libéral)
- Maisonneuve : Louise Harel (Parti québécois)
- Marguerite-Bourgeoys : Gilles Fortin (Parti libéral)
- Marie-Victorin : Cécile Vermette (Parti québécois)
- Marquette : Claude Dauphin (Parti libéral)
- Maskinongé : Yvon Picotte (Parti libéral)
- Matane : Claire-Hélène Hovington (Parti libéral)
- Matapédia : Henri Paradis (Parti libéral)
- Mégantic-Compton : Madeleine Bélanger (Parti libéral)
- Mercier : Gérald Godin (Parti québécois)
- Mille-Îles : Jean-Pierre Bélisle (Parti libéral)
- Montmagny-L'Islet : Réal Gauvin (Parti libéral)
- Montmorency : Yves Séguin (Parti libéral)
- Mont-Royal : John Ciaccia (Parti libéral)
- Nelligan : Clifford Lincoln (Parti libéral)
- Nicolet : Maurice Richard (Parti libéral)
- Notre-Dame-de-Grâce : Reed Scowen (Parti libéral)
- Orford : Georges Vaillancourt (Parti libéral)
- Outremont : Pierre Fortier (Parti libéral)
- Papineau : Mark Assad (Parti libéral)
- Pontiac : Robert Middlemiss (Parti libéral)
- Portneuf : Michel Pagé (Parti libéral)
- Prévost : Paul-André Forget (Parti libéral)
- Richelieu : Albert Khelfa (Parti libéral)
- Richmond : Yvon Vallières (Parti libéral)
- Rimouski : Michel Tremblay (Parti libéral)
- Rivière-du-Loup : Albert Côté (Parti libéral)
- Robert-Baldwyn : Pierre MacDonald (Parti libéral)
- Roberval : Michel Gauthier (Parti québécois)
- Rosemont : Guy Rivard (Parti libéral)
- Rousseau : Robert Thérien (Parti libéral)
- Rouyn-Noranda—Témiscamingue : Gilles Baril (Parti libéral)
- Saguenay : Ghislain Maltais (Parti libéral)
- Sainte-Anne : Maximilien Polak (Parti libéral)
- Sainte-Marie : Michel Laporte (Parti libéral)
- Saint-François : Monique Gagnon-Tremblay (Parti libéral)
- Saint-Henri : Roma Hains (Parti libéral)
- Saint-Hyacinthe : Charles Messier (Parti libéral)
- Saint-Jacques : André Boulerice (Parti québécois)
- Saint-Jean : Pierre Lorrain (Parti libéral)
- Saint-Laurent : Germain Leduc (Parti libéral)
- Saint-Louis : Jacques Chagnon (Parti libéral)
- Saint-Maurice : Yvon Lemire (Parti libéral)
- Sauvé : Marcel Parent (Parti libéral)
- Shefford : Roger Paré (Parti québécois)
- Sherbrooke : André J. Hamel (Parti libéral)
- Taillon : Claude Filion (Parti québécois)
- Taschereau : Jean Leclerc (Parti libéral)
- Terrebonne : Yves Blais (Parti québécois)
- Trois-Rivières : Paul Philibert (Parti libéral)
- Ungava : Christian Claveau (Parti québécois)
- Vachon : Christiane Pelchat (Parti libéral)
- Vanier : Jean-Guy Lemieux (Parti libéral)
- Vaudreuil-Soulanges : Daniel Johnson (fils) (Parti libéral)
- Verchères : Jean-Pierre Charbonneau (Parti québécois)
- Verdun : Paul Gobeil (Parti libéral)
- Viau : William Cusano (Parti libéral)
- Viger : Cosmo Maciocia (Parti libéral)
- Vimont : Jean-Paul Théorêt (Parti libéral)
- Westmount : Richard French (Parti libéral)